# UTC+5:30
UTC+5:30 е часовата зона за Индия и Шри Ланка.

## Като стандартно време през цялата година
- Индия
- Шри Ланка